# Verena Endtner
Verena Endtner (* 1973 in Bern) ist eine Schweizer Filmemacherin, Videojournalistin und Kamerafrau.

## Biografie
Endtner studierte von 1992 bis 1997 an der Universität Bern Umweltwissenschaften, was sie mit einem Abschluss als Master für Biologie, Spezialgebiet Lufthygiene beendete, bevor sie sich zwischen 2000 und 2002 an der London Film School (LFS) und an der Vancouver Film School in Kanada dem Studium der Filmregie widmete.
Als Dokumentarfilmerin hat Endtner verschiedene Fernsehfilme in Koproduktion mit dem Schweizer Radio und Fernsehen (SRF) realisiert, unter anderem Vom Juristen zum Gewürzhändler (2023, DOK SRF) und Die Frau mit den Bluthunden (2019, DOK SRF). Ihr erster Kinofilm Der Streik wird salonfähig (2007) über den Streik der Mitarbeitenden des Küchengeräteherstellers Zyliss aus Lyss im Seeland, wurde an den Solothurner Filmtagen gezeigt. Mit Glückspilze (2014) gelang ihr den internationalen Durchbruch mit der offiziellen Selektion des Films für das Mostra Internacional de Cinema de São Paulo und das Visions du Réel. Der letzte Dokumentarfilm von Verena Endtner, Von der Rolle (2020) – wer hat die Hosen an und wer wäscht sie?, dokumentiert die Rollenbilder in der Schweiz und kombiniert den dokumentarischen Teil mit Animationen, welche von Nils Hedinger, einem Absolventen der Hochschule Luzern (HSLU) erstellt wurden.
Zu ihren Auftraggebern zählen das Schweizer Fernsehen (SF) sowie internationale Fernsehanstalten wie die BCC oder CNN. Für den Kultursender ARTE war Verena Endtner als Redakteurin tätig.
Verena Endtner ist Geschäftsführerin sowie Teilhaberin der Filmproduktionsfirma ALOCO GmbH sowie Mutter eines Kindes und lebt mit ihrem Partner in Bern.

## Filmografie
- 2004: Auf verlorenem Posten (Dokumentarfilm über die letzte Bahnpost)[1]
- 2004: Die Schweizer Textilindustrie im Wandel (Dokumentarfilm)
- 2004: Liebes Leben – eine Tongeschichte (Künstlerporträt)
- 2004: Memento an eine Veränderung (Künstlerporträt)
- 2005: Der Streik wird salonfähig (Dokumentarfilm über den Streik bei Zyliss)
- 2005: Eine Mimose ist Beton gegen mich – Leben mit der Borderline-Persönlichkeitsstörung
- 2013: Glückspilze – von der Strasse in die Manege (Dokumentarfilm)
- 2019: Die Frau mit den Bluthunden (TV Dokumentarfilm, SRF 1, 3sat)
- 2020: Von der Rolle – wer hat die Hosen an und wer wäscht sie (Dokumentarfilm)
- 2023: Vom Juristen zum Gewürzhändler- ein Schweizer erliegt dem Zauber Sansibars (TV Dokumentarfilm, SRF 1)